# John Beecher (poète)
Pour les articles homonymes, voir John Beecher et Beecher.
John Beecher (22 janvier 1904 - 11 mai 1980) est un poète, écrivain et journaliste activiste américain qui a écrit sur le sud des États-Unis pendant la Grande Dépression et le mouvement américain des droits civiques. John Beecher est actif dans les mouvements ouvriers et des droits civiques américains. Pendant l'ère McCarthy, John Beecher perd son emploi d'enseignant pour avoir refusé de signer un serment de loyauté envers l'État. À la suite d'une décision de 1967 de la Cour suprême de Californie rejetant un tel serment de loyauté, il est réintégré en 1977. Parmi ses œuvres, il faut compter Report to the Stockholders, To Live and Die in Dixie et In Egypt Land.

## Jeunesse et famille
John Henry Newman Beecher naît à New York le 22 janvier 1904, fils de Leonard et Isabel Beecher. Il est descendant de la famille Beecher, composée de gens de lettres et abolitionnistes de Nouvelle-Angleterre dont Harriet Beecher Stowe, l'autrice de La Case de l'oncle Tom, ainsi que Lyman Beecher et Henry Ward Beecher. Son père est cadre dans l'industrie sidérurgique. En 1907, ce dernier est muté à Birmingham, en Alabama, afin de travailler pour U.S. Steel et John Beecher passe le reste de son enfance dans le sud des États-Unis.

## Études et activités professionnelles
La famille Beecher souhaite que leur fils devienne un cadre comme son père. Après avoir obtenu son diplôme d'études secondaires publiques à quatorze ans, Beecher part travailler dans les aciéries de la Tennessee Coal, Iron and Railroad Company . Les abus du travail qu'il y constate l'amènent à affiner son militantisme  sur les questions liées au mouvement syndical. Il écrit également plusieurs poèmes militants radicaux qui lui valent sa renommée. Il ne passe que peu de temps à l'Institut militaire de Virginie avant de trouver que le bizutage des nouveaux cadets par l'école est une raison de partir. John Beecher fréquente plusieurs établissements d'enseignement supérieur et obtient sa licence (B.A.) à l'Université de l'Alabama en 1924. Il est grièvement blessé alors qu'il travaille à la construction de l'usine de tôles Fairfield près de Birmingham en 1925.
John Beecher obtient une maîtrise d'anglais à l'Université du Wisconsin en 1929 alors qu'il y enseigne au collège expérimental d'Alexander Meiklejohn. Il poursuit ensuite des études supérieures en sociologie à l'Université de Caroline du Nord, où il travaille sur Southern Regions of the United States (1936) de Howard Washington Odum. Il  publie Report to the Stockholders (« Rapport aux actionnaires ») en 1933, un poème en neuf parties sur le traitement injuste des ouvriers des usines. De 1934 à 1941, il  travaille pour la Federal Emergency Relief Administration et d’autres programmes du New Deal dans le sud et le sud-ouest des États-Unis. Ses activités variées comprennent la gestion de camps de réinstallation pour les agriculteurs déplacés, aussi bien blancs que noirs. Il publie son premier ouvrage de sociologie en 1935 : un article dans la revue Social Forces sur une mariage mixte à Notasulga en Alabama. Il  décrit sa frustration face aux programmes gouvernementaux dans deux recueils de poèmes : Here I Stand (1940) et And I Will Be Heard (1941).

## Seconde guerre mondiale
Pendant la Seconde Guerre mondiale, il se porte volontaire et sert comme officier commissionné de l'équipage interracial du transport de troupes SS Booker T. Washington et écrit un livre sur ses expériences, All Brave Sailors. En l'examinant dans The New Republic, Ralph Ellison écrit de John Beecher que celui-ci fournit « une image réconfortante mais quelque peu empreinte de sentimentalisme » qui exclue même la quantité saine de conflits interethniques auxquels on pouvait s'attendre. « Malgré leur conscience politique  de haute volée, pour un groupe mixte d'Américains naviguant sur la mer agitée de nos relations raciales, les marins de Beecher rencontrent un embarras de beau temps. » écrit Ellison , " Ralph Elisson pense que le portrait de Beecher de ses antécédents familiaux promet une « autobiographie vraiment importante ».
Après la guerre, John Beecher est chargé d'écrire une histoire des hommes politiques du Minnesota et du mouvement paysan-ouvrier dans les années 1930. Il n'est publié qu'en 1980, lorsqu'il apparaît sous le titre Tomorrow is a Day (« Demain est un jour »).

## Les années 50 et la liste noire
John Beecher est embauché comme enseignant au San Francisco State College en 1948. En 1950, il refuse de signer le serment de loyauté, un pré-requis anticipé de la législation californienne avec le Levering Act. Il est licencié de son poste d'enseignant pour « conduite non professionnelle grave » et placé dans la liste noire de l'enseignement. Il décrit l'expérience dans un essai dans The Nation : California: There She Goes. Au cours des années 1950, John Beecher travaille comme éleveur et imprimeur. Dès 1954, Il produit des éditions imprimées en privé et des pages de sa propre poésie dans sa propre presse, Morning Star Press (renommée plus tard Rampart Press).John Beecher enseigne également à l'Arizona State University à la fin des années 1950.

## Les années 60
John Beecher passe les années 1960 principalement comme journaliste à écrire sur l'injustice sociale, mais aussi comme enseignant, tout en profitant de l'importance renouvelée de sa poésie. En tant qu'écrivain et journaliste, il  contribue à des titres de presse américains tels que The Nation, Ramparts, le San Francisco Chronicle et le New York Times. En 1968, un enregistrement de lui lisant plusieurs de ses poèmes sort sous l'intitulé To Live and Die in Dixie de John Beecher. Un critique du New York Times écrit en commentaire : « Les indignations de John Beecher sont spécifiques : injustices contre les Noirs, contre les travailleurs, contre les derniers arrivés dans ce pays. Son œuvre se distingue avec difficulté de la prose, mais elle a une certaine naïveté qui fait mouche, malgré la simplicité excessive de ses lignes. ». En 1970, Studs Terkel  inclut Beecher comme l'un de ses sujets dans Hard Times: An Oral History of the Great Depression.
En 1967, la Cour suprême de Californie déclare le Levering Act inconstitutionnel. En 1977, le licenciement de John Beecher de son poste d'enseignant est annulé et il est reconduit dans ses fonctions.
John Beecher enseigne à temps plein l'université d'État à San Francisco jusqu'en août 1979. Ses cours comprennent la sociologie, l'écriture, les sciences humaines et la littérature américaine.

## Vie privée et décès
John Beecher se marie plusieurs fois. Il épouse Virginia St.Clair Donovan en 1926. Ils ont quatre enfants puis divorcent. John Beecher se marie brièvement deux fois : en 1946, donnant naissance à un fils, Tom, et 1952. Il épouse sa quatrième femme, Barbara, en 1955.
John Beecher décède d'une maladie pulmonaire le 11 mai 1980 et est inhumé au Los Gatos Memorial Park à San José, en Californie.

## Écrits

### Poésie
- Here I Stand, Twice A Year Press, 1940
- And I Will Be Heard: Two Talks to the American People, Twice A Year Press, 1941
- Land of the Free, Morning Star Press, 1956
- In Egypt Land, Rampart Press, 1960
- Phantom City, Rampart Press, 1961
- Report to the Stockholders & Other Poems, Rampart Press, 1962
- Undesirables, Goosetree Press, 1964
- To Live & Die in Dixie & Other Poems, Monthly Review Press, 1966
- Hear the Wind Blow: Poems of Protest & Prophecy, International Publishers, 1968
- Collected Poems, 1924-1974, MacMillan, 1974
- One More River to Cross: Selected Poems, avant-propos de Studs Terkel, édition de Steven Ford Brown, NewSouth Books, 2003

### Œuvres Non fictives
- All Brave Sailors: The Story of the S.S. Booker T. Washington, L.B. Fischer, 1945
- Tomorrow is a Day: A Story of the People in Politics, Vanguard Press, 1980
- Like it Be's in Leesville; Deep in the Heart of Texas, Workers Press, 1980